# Thure Lindgren
Thure Valdemar Lindgren (* 18. April 1921 in Jukkasjärvi; † 2. September 2005 ebenda) war ein schwedischer Skispringer.

## Werdegang
1947 gewann Lindgren die Schwedische Meisterschaft von der Normalschanze. Bei der Nordischen Skiweltmeisterschaft 1950 in Lake Placid gewann Lindgren hinter dem Norweger Hans Bjørnstad die Silbermedaille von der Großschanze. Kurz darauf erreichte er bei den Olympischen Winterspielen 1952 in Oslo von der Normalschanze mit Weiten von 72.0 und 103,5 m den 40. Platz.